# Dorothea Bergermann
Dorothea Bergermann (* 1978 in Hannover) ist eine deutsche Autorin von Fantasyromanen und Science-Fiction-Geschichten.

## Leben
Nach dem Abitur 1999 in Thüringen studierte sie Japanologie, Geschichte und Ur- und Frühgeschichte. Anschließend machte sie ein einjähriges Praktikum in Japan. Dort lernte Bergermann neben der Herstellung von Kimonos auch die japanischen Färbe-, Web- und Nähtechniken. Zurück in Deutschland, absolvierte sie eine Ausbildung im Handsticken und Handweben. Seit 2009 arbeitete sie selbständig als Textilkünstlerin und Schriftstellerin. Für die Welt des Schwarzen Auges schrieb sie bisher drei Aventurien-Romane. Sie lebt derzeit (2011) in Herzogenaurach.

## Werke
- Hundeelend (aus der Reihe Hundstage), Erkrath, Fantasy Productions, 2010, ISBN 978-3-89064-134-8
- Nachtrichter, Fantasy Productions, 2010, ISBN 978-3-89064-138-6
- Tagrichter, Fantasy Productions, 2011, ISBN 978-3-89064-126-3
- Türme aus Kristall, Ulisses Spiele, 2012, ISBN 978-3-86889-213-0

Zudem verfasste sie 2005 eine Spielhilfe für das Rollenspiel Das Schwarze Auge unter dem Titel Bogen, Sehne und Pfeil zum Thema Spiel mit Schusswaffen.